# كانون 750D / 760D

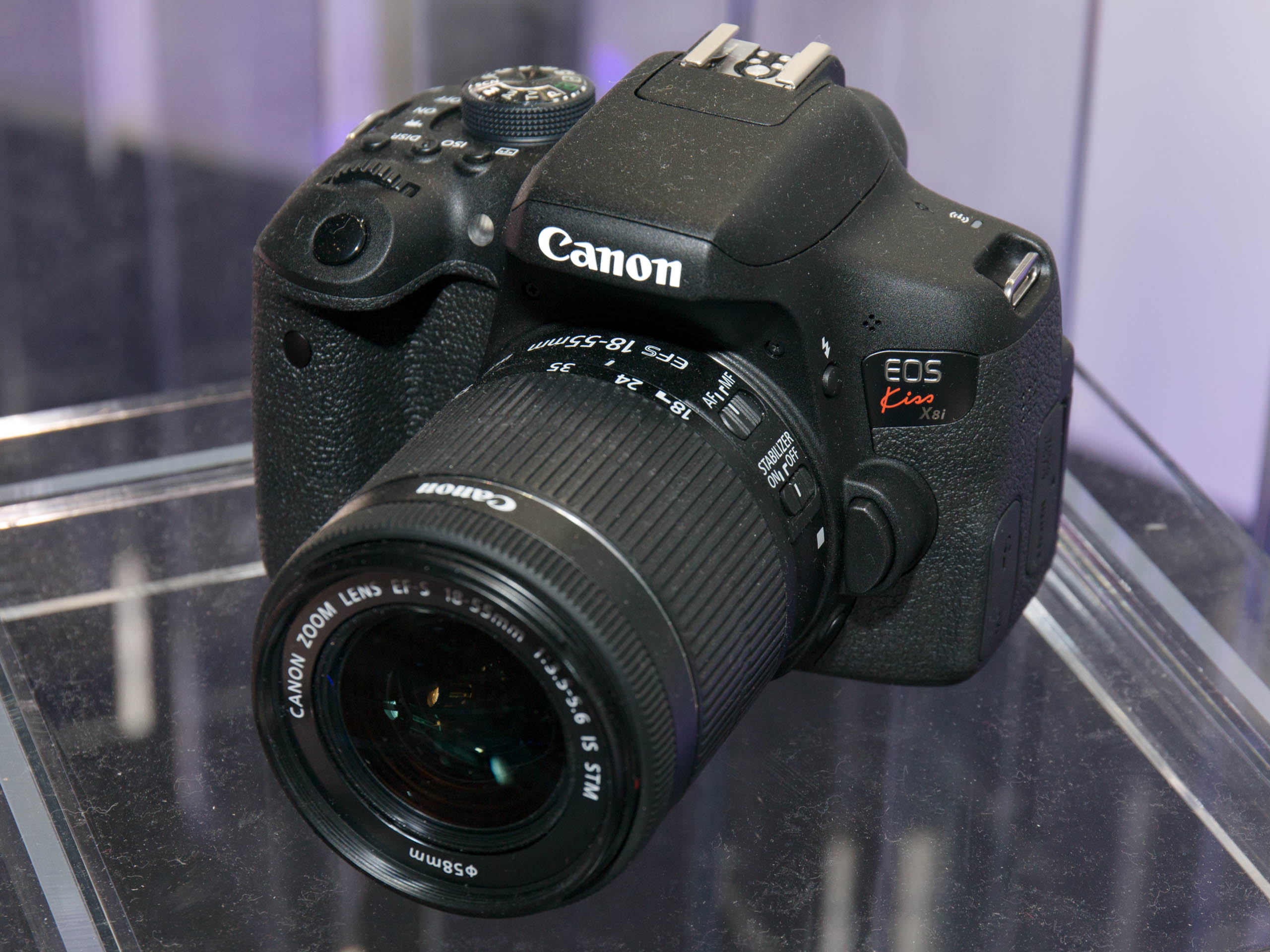
كانون 750 دي

كانون 750 دي (بالإنجليزية: Canon EOS 750D)‏ كاميرا احترافية من إنتاج شركة كانون طرحت في الأسواق في عام 2015.
كانون 760 دي (بالإنجليزية: Canon EOS 760D)‏ كاميرا احترافية من إنتاج شركة كانون طرحت في الأسواق في عام 2015.

## مقدمة
يشهد عالم التصوير إنتاج كاميرتين جديدتين من كانون وهما 750D ،760D ولعل المميز في تلك الخطوة أنها ولأول مرة تصدر كاميترين من نفس الجيل في نفس السنة وقد جعلت أحد الكاميرتين متطورة عن الأخرى لتبدأ في ذلك بإنشاء جيل جديد من الكاميرات التي تعتبر مخصصة للمبتدئين ولكنها تحمل العديد من سمات الكاميرات الاحترافية.

## المواصفات الأساسية المشتركة للكاميرتين
- الميجا بيكسل : 24.2 ميجا بيكسل.
- البروسيسور : DIGIC 6.
- الأيزو : من 100 إلى 25.600.
- التعرف على الوجوه اثناء وضع Live view.
- أوضاع تصوير الـ RAW : هي RAW (50MP), M-RAW (28MP), S-RAW 12.4MP.
- شاشة بحجم 3 إنش.
- فيديو بريزلوشن 1920×1080p حتى 30fps و1280×720 حتى 60fps.
- نظام فوكس يحتوي على 19 نقاط وجميعهم من نوع Cross-Type وتقنيات الفوكس Hybrid CMOS AF III & EOS Scene Analysis.
- يصور حتى 5 صور في الثانية.

## المواصفات الزائدة لكاميرا كانون 760D
- تدعم تصوير فيديو HDR، ونعتقد أنه سيكون محدود حتى 720p فقط حيث أن التقنية تعمل بدمج صورتين من 50p أو 60p حتى يكون الناتج 25p أو 30p.
- شاشة LCD علوية.
- Eye sensor للفيديو فايندر.
- اوتوفوكس في وضع Liveview.